# Ержика Мичатек
Ержика Мичатек (svk. Eržika Mičátková; Кисач, 18. новембар 1872 — Кисач, 29. децембар 1951) је била словачка активисткиња за права жена и председница Централног савеза чехословачких жена у Краљевини Срба, Хрвата и Словенаца.

## Биографија
Основну школу завршила је у родном месту. Писала је чланке и објављивала преводе са српског у часописима у Словачкој (Slovenske pohlady и Narodne noviny) и у Војводини. Касније је писала о културном животу Словака у Војводини и о истакнутим југословенским књижевницима и слала преводе њихових дела. Објављивала је и у Зборнику Чехословачког савеза у Краљевини СХС. Била је међу оснивачима, а касније и председница Централног савеза чехословачких жена у Краљевини СХС са седиштем у Новом Саду. Учествовала је у раду конгреса жена Мале Антанте у Сарајеву 1924. године. и Народног женског савеза Краљевине Југославије на Бледу.
Одликована је Заслужним крстом Светог Саве V реда.